# Henriette Laursen
Henriette Laursen (22. juli 1965) er uddannet jurist og har arbejdet hos Kammeradvokaten, været direktør i AIDS-Fondet og generalsekretær i Dansk Ungdoms Fællesråd (DUF). I 2017 blev hun udnævnt til direktør for KVINFO. 
Gift med sekretariatschef Klaus Faureholm Pedersen med hvem hun har tre børn.

## Barndom, ungdom og uddannelse
Henriette Laursen blev født i Kirkeby på Fyn som datter af teglværksejer Torben Laursen og sygeplejerske Lone Schiøtz-Christensen.
Student fra Midtfyns Gymnasium. Uddannet jurist fra Aarhus Universitet 1993. Studerer Master of Public Governance på Copenhagen Business School. Lederuddannelser hos Attractor/Rambøll og Cairos Consult.

## Karriere
Ansat hos Kammeradvokaten fra 1993-1998, derefter direktør i AIDS-Fondet frem til 2014, afbrudt af to års orlov, hvor hun arbejdede som rådgiver for DANIDA i Vietnam fra 2005-2007. Fra 2014-2017 var Henriette Laursen generalsekretær i Dansk Ungdoms Fællesråd. I foråret 2017 blev hun ansat som direktør i KVINFO.

## Tillidsposter og medlemskaber
- Protektor for Hiv-Danmark[3], 2015-
- Medlem af Dansk Flygtningehjælps Repræsentantskab, 2014-
- Medlem af Dansk Flygtningehjælps forretningsudvalg[4], 2016-
- Medlem af Krogerup Højskoles Repræsentantskab, 2014-
- Medlem af præsidiet i Landsforeningen Bedre Psykiatri[5], 2010-
- Bestyrelsesmedlem i Institut for Menneskerettigheder[6], 2016-